# 多尔扎戈
多尔扎戈（義大利語：Dolzago），是意大利莱科省的一个市镇。总面积2平方公里，人口2265人，人口密度1132.5人/平方公里（2009年）。国家统计（ISTAT）代码为097031。
多尔扎戈与巴尔扎戈、布里安扎堡、科莱布里安扎、埃洛、奥焦诺和锡罗内接壤。